# Słupy (powiat tucholski)
Słupy – wieś w Polsce, położona w województwie kujawsko-pomorskim, w powiecie tucholskim, w gminie Tuchola. Miejscowość jest częścią składową sołectwa Bladowo. Według Narodowego Spisu Powszechnego (III 2011 r.) liczyła 172 mieszkańców. Jest dwunastą co do wielkości miejscowością gminy Tuchola.
W latach 1975–1998 miejscowość należała administracyjnie do województwa bydgoskiego.